# Стационе ди Сан Мауро ла Брука (Салерно)
Стационе ди Сан Мауро ла Брука је насеље у Италији у округу Салерно, региону Кампанија.
Према процени из 2011. у насељу је живело 5 становника. Насеље се налази на надморској висини од 80 м.